# زنگی‌آباد (مرودشت)
زنگی‌آباد شهری از توابع بخش مرکزی شهرستان مرودشت در استان فارس ایران است. 

نقش رستم از‌ جاهای دیدنی زنگی آباد میباشد.

## جمعیت
این شهر در بخش مرکزی قرار دارد و براساس سرشماری مرکز آمار ایران در سال ۱۳۹۵، جمعیت آن ۴۲۷۳ نفر (۱۲۲۰ خانوار) بوده‌است.